# Philosophie politique d'Emma Goldman
 (novembre 2017).

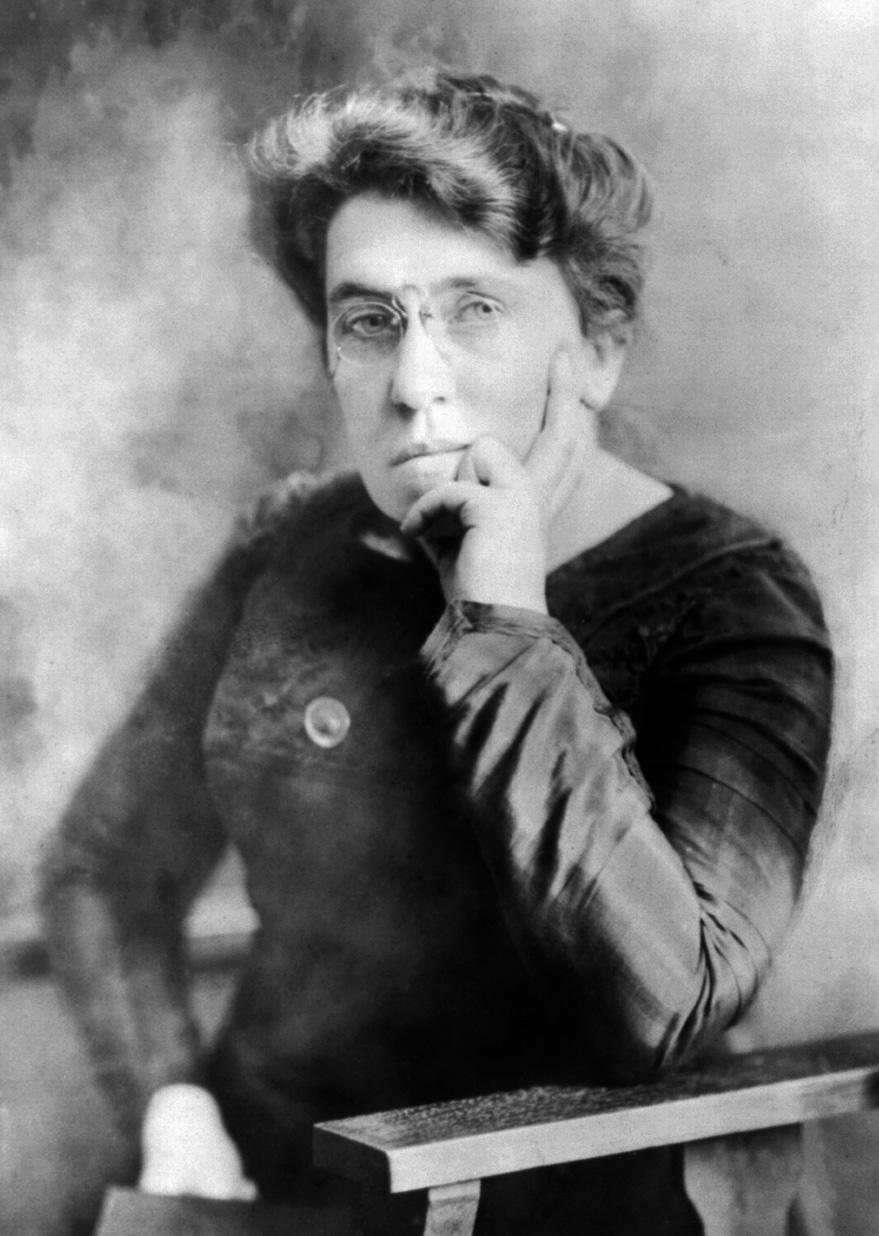
Emma Goldman vers 1911.

Emma Goldman est une anarchiste russe connue pour son activisme politique, ses écrits et ses discours radicaux libertaires et féministes. Elle a joué un rôle majeur dans le développement de la philosophie anarchiste en Amérique du Nord et en Europe dans la première moitié du XXe siècle.
Sa philosophie politique est influencée par les travaux de Michel Bakounine, Henry David Thoreau, Pierre Kropotkine, Ralph Waldo Emerson, Nikolaï Tchernychevski, Mary Wollstonecraft et Friedrich Nietzsche dont elle écrit dans son autobiographie : « Nietzsche n'était pas un théoricien politique mais un poète, un rebelle et un innovateur. Il n'était pas aristocrate de naissance ni de fortune, mais d'esprit. À cet égard, Nietzsche était effectivement un anarchiste, et tous les véritables anarchistes étaient des aristocrates. »
Durant sa vie, elle fut régulièrement placée sous surveillance, arrêtée et emprisonnée pour ses discours et ses activités de soutien au mouvement ouvrier (notamment le syndicat Industrial Workers of the World), pour le contrôle des naissances par la contraception, et pour son opposition à la Première Guerre mondiale.
Elle s'est battue pour la liberté d'expression perçue comme une nécessité fondamentale pour parvenir à un changement social : « Moi, je croyais à la liberté d'expression, et la censure dans mon camp avait sur moi le même effet que la répression policière. Elle me renforçait dans ma volonté de défendre ceux qui sont victimes d'injustice sociale comme ceux qui sont victimes de préjugés puritains. »
Sa ténacité à défendre ses idées malgré les menaces et les intimidations policières inspira notamment Roger Nash Baldwin, un des fondateurs de l'Union américaine pour les libertés civiles.

## Anarchisme

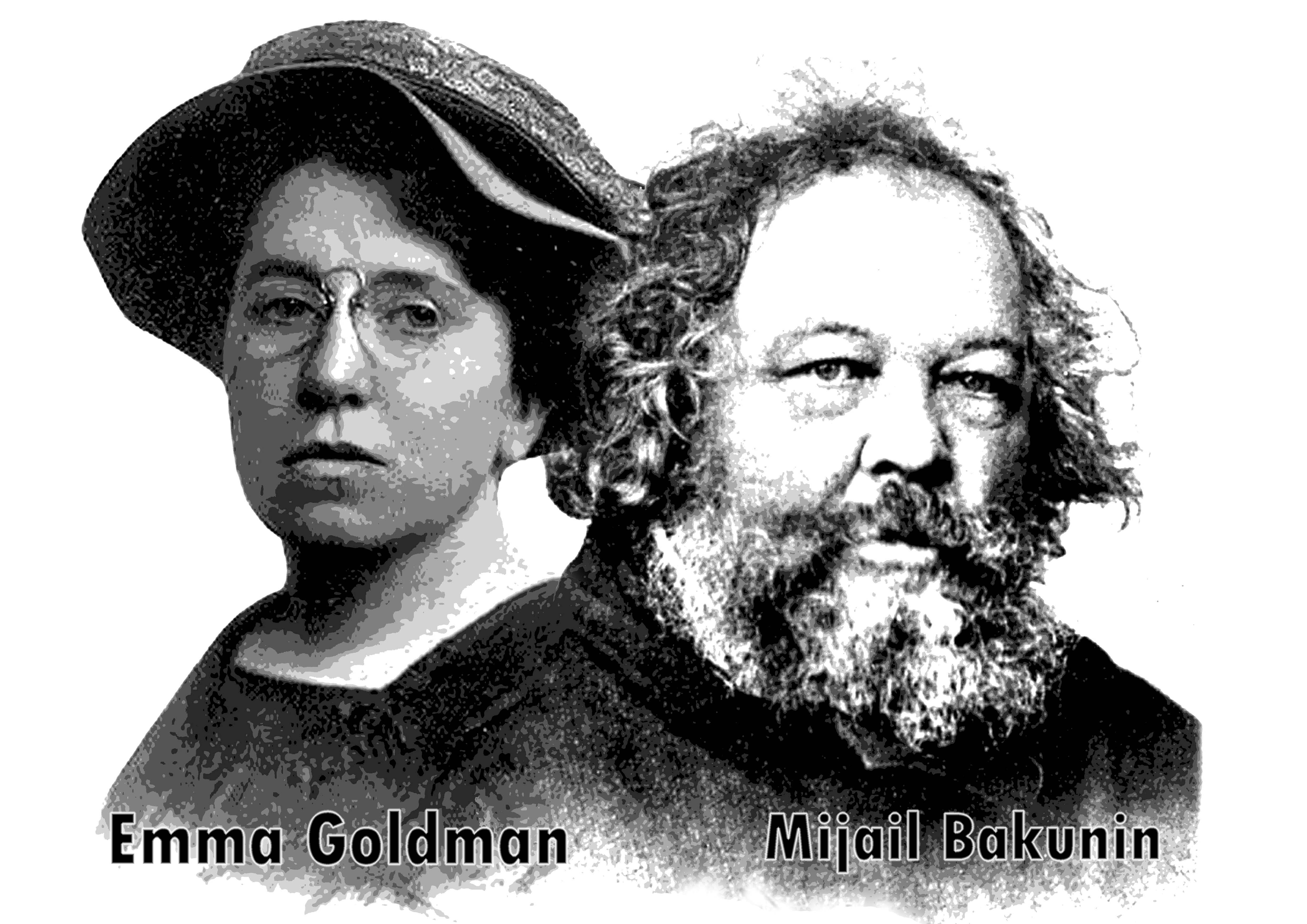
Emma Goldman et Bakounine.

Emma Goldman est aujourd'hui considérée comme l'une des figures les plus importantes de l'histoire du mouvement libertaire, à partir du massacre de Haymarket Square, en 1886, qui fut l'élément fondateur de son engagement politique.
Elle a de l'anarchisme une perception très personnelle. Emma Goldman estime indispensable que la théorie soit confirmée par les actes, y compris ceux du quotidien. Si l'anarchie est l'objectif final, elle pense pouvoir vivre autrement dès à présent. Elle pense que de nouvelles relations humaines, libérées de l'autorité, ne peuvent remplacer les anciennes uniquement grâce à la propagande mais en les vivant. Pour elle, la lutte n'est pas un sacrifice mais, au contraire, un processus de libération conduit par des individus qui s'émancipent : « Pour moi, l'anarchisme n'était pas une théorie applicable dans un lointain futur mais un travail quotidien pour se libérer des inhibitions, les nôtres et celles d'autrui, et abolir les barrières qui séparaient artificiellement les gens. »
Un soir, tout en dansant avec des compagnons, elle est réprimandée par l'un d'entre eux qui lui reproche son attitude insouciante. Dans son autobiographie, elle écrit : « L'intervention insolente de ce garçon m'avait rendue furieuse. Je lui répondis de s'occuper de ses affaires. J'en avais assez qu'on me jette toujours la Cause à la figure. Selon moi, une cause qui défendait un si bel idéal, qui luttait pour l'anarchie, la libération et la liberté, contre les idées reçues et les préjugés, une telle cause ne pouvait exiger que l'on renonce à la vie et à la joie. Je précisai que la Cause ne pouvait espérer que je devienne une nonne, ni que le Mouvement se transforme en cloître. Si tel était son enjeu, alors je n'en voulais pas. « Je veux la liberté, je veux que chacun ait le droit de s'exprimer et que chacun ait accès aux choses belles et radieuses. » Voilà en quoi consistait l'anarchie pour moi, et j'étais bien décidée à la vivre ainsi, envers et contre tous. Même si mes camarades les plus proches devaient me reprocher ma manière d'agir. Emportée par la passion, j'avais élevé la voix. »

## Sur la violence

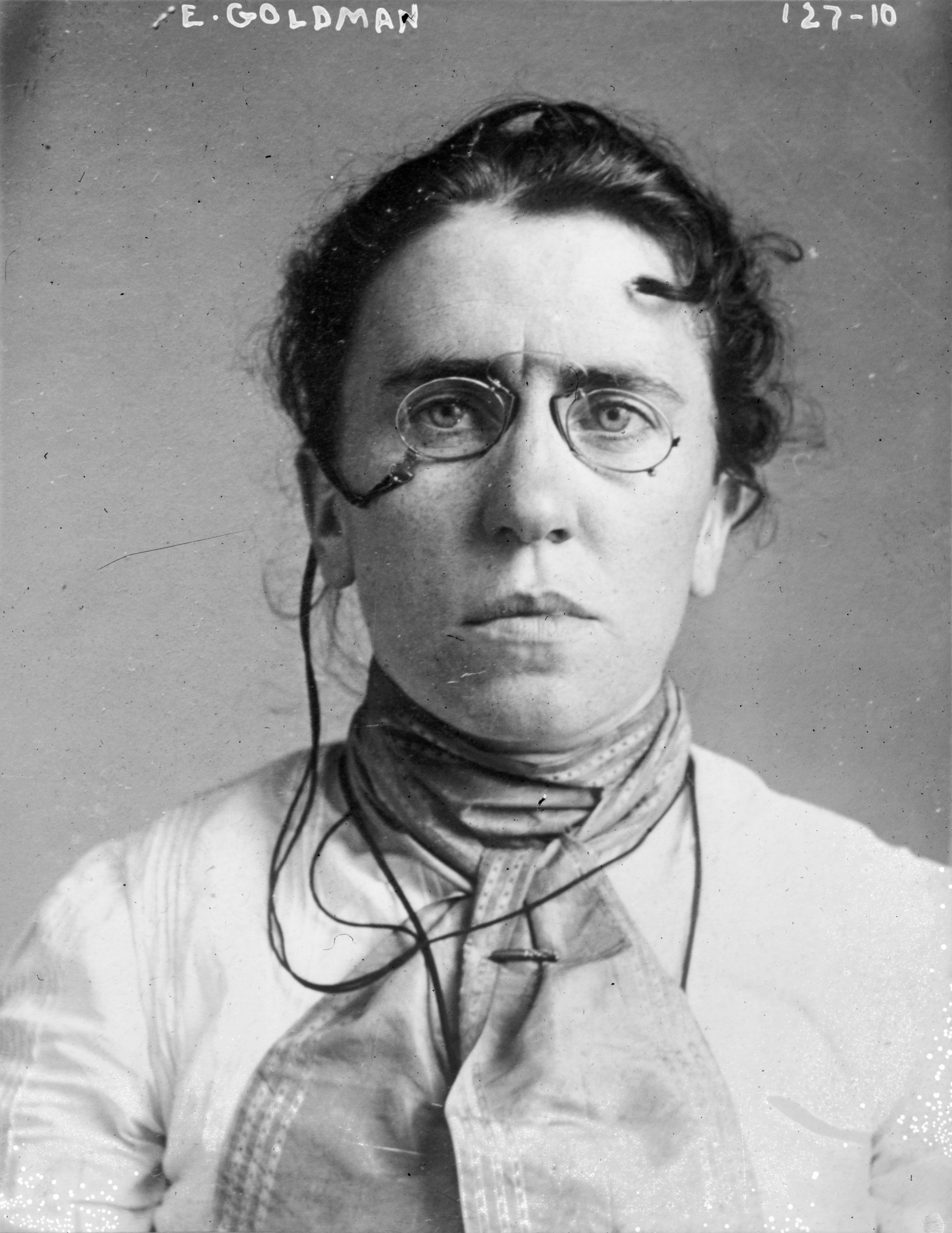
Emma Goldman en 1901.

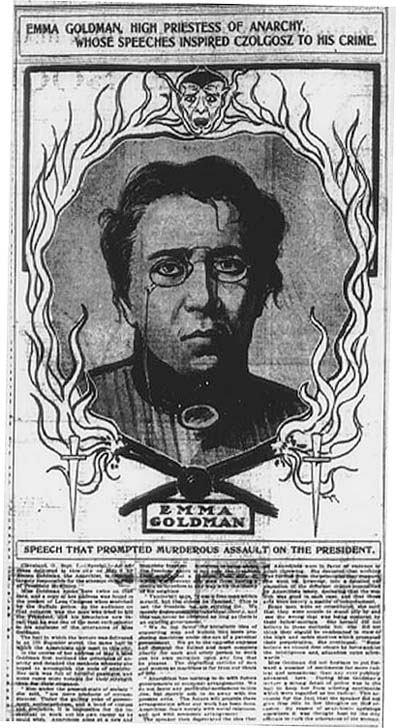
Chicago Daily Tribune, 8 septembre 1901.

Dès sa jeunesse, du fait de son expérience personnelle, Emma Goldman est convaincue que la violence ciblée est un moyen légitime de la lutte révolutionnaire.
Elle préconise la propagande par le fait censée encourager les travailleurs à se révolter. Elle soutient son compagnon Alexandre Berkman dans sa tentative d'assassinat de l'industriel Henry Clay Frick et même le supplie de lui permettre d'y participer. « Je m'écriai : Je pars avec toi, Sasha. Il faut que j'aille avec toi ! Je sais qu'en tant que femme, je peux être utile. Il me sera peut-être plus facile d'approcher Frick. Je tracerai le chemin où tu accompliras ton acte. Et puis, il faut que j'aille avec toi, c'est tout. Tu comprends, Sasha ? »
Elle estime que les actions de Frick pendant la grève de Homestead justifient son assassinat, et que cela mobilisera les travailleurs : « Sasha fabrique une bombe et je regarde. Je refuse de penser au danger encouru par les autres locataires en me répétant que la fin justifie les moyens. C'est avec une lucidité nouvelle que je revois cette semaine d'angoisse de juillet 1892. J'étais alors une fanatique et je croyais que la fin justifiait les moyens ! »
Même si elle ne soutient pas explicitement Leon Czolgosz, qui assassine le président américain McKinley, elle défend ses idéaux et croit que son geste est une conséquence obligée de la répression étatique : « Je comprends les forces spirituelles qui ont conduit aux attentats de Sasha, de Bresci, d'Angiolillo, de Czolgosz et des autres, [qui] avaient été poussés par leur amour de l'humanité et leur révolte contre l'injustice. Et je me suis toujours mise de leur côté. »
Pour elle, les tensions accumulées dans les affrontements sociaux débouchent inévitablement sur des actes de violence, comme « les tensions de l'atmosphère se manifestent dans la tempête et dans la foudre. »
Son expérience en Russie l'amène à réévaluer ses positions. En fait, la répression et le contrôle autoritaire de l'URSS provoquent un changement radical de perspective. En 1923, elle avait presque totalement renversé sa position. Dans la postface de Ma désillusion en Russie, elle écrit : « Rien n’est plus faux que de croire que les objectifs et les buts sont une chose, les méthodes et les tactiques une autre. Cette conception menace gravement la régénération sociale. Toute l’expérience de l’humanité nous enseigne que les méthodes et les moyens ne peuvent être séparés du but ultime. Les moyens employés deviennent, à travers les habitudes individuelles et les pratiques sociales, partie intégrante de l’objectif final; ils l’influencent, le modifient, puis les fins et les moyens finissent par devenir identiques. [...] Les méthodes de la révolution et de l’État sont elles aussi diamétralement opposées. Les méthodes de la révolution sont inspirées par l’esprit de la révolution lui-même : l’émancipation de toutes les forces oppressives et limitatrices, c’est-à-dire les principes libertaires. Les méthodes de l’État, au contraire — de l’État bolchevik ou de n’importe quel gouvernement — sont fondées sur la coercition, qui progressivement se transforme nécessairement en une violence, une oppression et une terreur systématiques. »
Dans son autobiographie, rédigée à la fin des années 1920, elle écrit encore : « Il m'aura fallu des années d'expérience et de souffrance pour me libérer de cette idée folle. Je crois toujours qu'il est inévitable d'utiliser la violence pour protester contre l'injustice sociale. [...] Je soutiens ces hommes qui protestent contre les crimes de la société en utilisant des moyens extrêmes mais jamais plus je ne participerai ou n'approuverai des méthodes qui mettent en péril des vies innocentes. »

## Oppositions au capitalisme
Emma Goldman estime que le système capitaliste est incompatible avec l'épanouissement de la liberté humaine, la seule logique économique étant l'accumulation de toujours plus de richesses, parce que la richesse signifie le pouvoir de soumettre, d'écraser, d'exploiter et d'asservir. Elle fait valoir que l'économie capitaliste déshumanise les travailleurs en les transformant en de simples rouages d'un processus de production avec moins d'autonomie et de liberté que les machines qu'ils servent.

### Pour les droits du travail
À l'origine opposée à toute démarche gradualiste, Emma Goldman considère qu'il n'y a rien de moins à entreprendre que la révolution sociale. Son maximalisme est pourtant contesté lors d'une de ses conférences par un travailleur âgé. Elle en rend compte dans son autobiographie : « Puis un homme dont les cheveux blancs et le visage fatigué avaient attiré mon attention se leva pour parler. Il comprenait, dit-il, mon impatience à l'égard de ces infimes revendications, quelques heures de moins par jour, ou quelques dollars de plus par semaine. Il lui semblait normal que la jeunesse prenne le temps à la légère. Mais qu'en était-il des hommes de son âge ? Ils ne vivraient sans doute pas assez longtemps pour assister au dernier sursaut du capitalisme. Devaient-ils renoncer à l'espoir d'être soulagés, ne fût-ce que deux heures par jour, de ce travail tant détesté ? C'était pourtant tout ce qu'ils pouvaient espérer voir se réaliser de leur vivant. »
Elle prend alors conscience que même des revendications qui visent à l'amélioration de la vie des travailleurs, comme les augmentation de salaires et la réduction du temps de travail, peuvent constituer des étapes vers une révolution sociale globale.

### Contre lamorale de la propriété
« La théorie de la Morale sur la Propriété affirme que cette institution est sacrée. Malheur à celui qui oserait remettre en question le caractère sacré de la propriété, ou y ferait un manquement ! Pourtant chacun sait que la propriété c’est le vol ; qu’elle représente les efforts accumulés de millions de gens qui ne possèdent aucuns biens. Mais le plus effroyable, c’est que plus les victimes de la Morale de la Propriété sont frappées par la pauvreté, et plus leur respect et leur crainte à l’égard de leur maître sont puissants. Ainsi, entendons-nous des gens éclairés, y compris des travailleurs soi-disant conscients des distinctions sociales, décrier les méthodes de sabotage et d’action directe comme immorales parce quelles portent atteinte à la propriété. »

## L'État et les élections

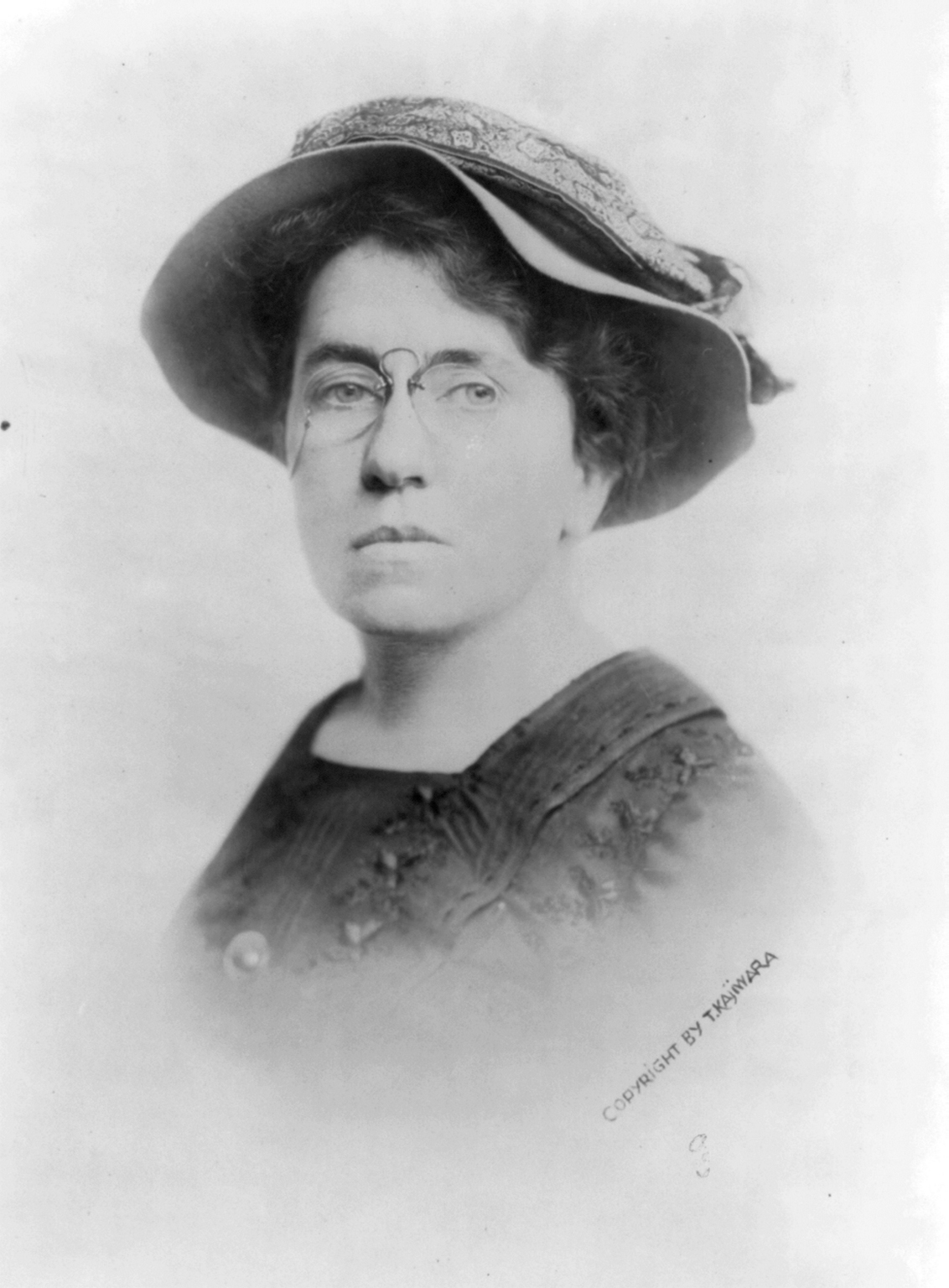
Emma Goldman vers 1910.

Pour Emma Goldman, l'État est par définition un outil de contrôle et de domination aux mains des classes dirigeantes : « Brusquement, il y eut un silence, et je commençai à parler : « Hommes et femmes, savez-vous que l'État est votre pire ennemi ? C'est une machine qui vous écrase pour mieux soutenir vos maîtres, ceux que l'on nomme la classe dirigeante. »
En conséquence, elle estime que toute participation électorale est au mieux inutile et au pire dangereuse : le vote fournit une illusion de participation tout en masquant les vraies structures de prise de décision : « Libre, le stupide citoyen de la libre Amérique ? Libre de mourir de faim, de rôder sur les grandes routes de ce grand pays. Il possède le suffrage universel. Grâce à ce droit, il a tout juste réussi à forger des chaînes autour de ses membres. La récompense qu’il reçoit consiste en lois appelées sociales qui prohibent le droit de boycottage, de picketing (piquet de grève), tous les droits, en un mot, excepté le droit d’être volé des fruits de son labeur. »
Elle maintient cette position anti-électorale même quand dans les années 1930 en Espagne, de nombreux anarcho-syndicalistes de la Confédération nationale du travail abandonnent leur mot d'ordre de boycott électoral pour permettre l'arrivée au pouvoir d'une République.
Elle est également en désaccord avec le mouvement pour le suffrage des femmes. Dans son essai Le suffrage des femmes, elle se moque de l'idée que la participation des femmes pourrait faire changer les choses : « Il est inutile de dire que je ne m’oppose pas au suffrage des femmes pour la raison qu’elles n’en sont pas dignes. Je ne vois pas de raisons physiques, psychiques ou morales interdisant à la femme de voter. Mais cela ne peut pas me convaincre que la femme réussira là où l’homme a échoué. Si elle ne faisait pas les choses plus mal, elle ne pourrait certainement pas les faire mieux. Donc, c’est la doter de pouvoirs surnaturels que d’affirmer qu’elle réussirait à purifier ce qui n’est pas susceptible de purification. Puisque le plus grand malheur de la femme est d’être considérée comme un ange ou comme un diable, son véritable salut repose sur le fait d’être considérée comme un être humain, c’est-à-dire sujet à toutes les folies et erreurs des hommes. Devons-nous alors croire que deux erreurs feront quelque chose de juste ? Pouvons-nous penser que le poison inhérent à la politique sera diminué, si les femmes entrent dans l’arène ? Les plus ardentes suffragistes soutiendraient difficilement telle folie. »
Elle partage avec les suffragettes l'affirmation que les femmes sont les égales des hommes, mais affirme : « Le désir de la femme pour le suffrage est basé sur le principe qu’elle doit avoir des droits égaux à ceux de l’homme dans toutes les affaires de la société. Personne ne pourrait réfuter cela si le suffrage était un droit. Hélas ! c’est à cause de l’ignorance de l’esprit humain que l’on peut voir un droit dans une imposture. Une partie de la population fait des lois, et l’autre partie est contrainte par la force à obéir. N’est-ce pas là la plus brutale tromperie ? Cependant, la femme pousse des clameurs vers cette "possibilité dorée" qui a créé tant de misères dans le monde et dépouillé l’homme de son intégrité, de sa confiance en lui-même et en a fait une proie dans les mains de politiciens sans scrupules. »
Emma Goldman ne croit qu'à la résistance collective active par les grèves, les manifestations et l'action directe contre les autorités.

## Le féminisme et la sexualité

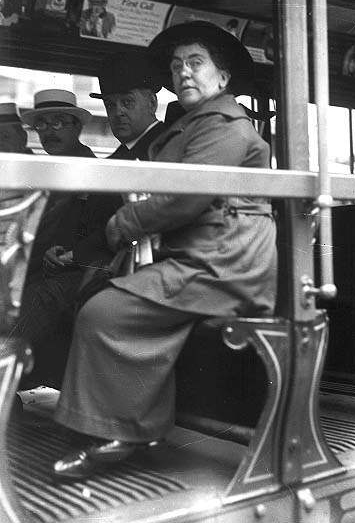
Emma Goldman en 1917.

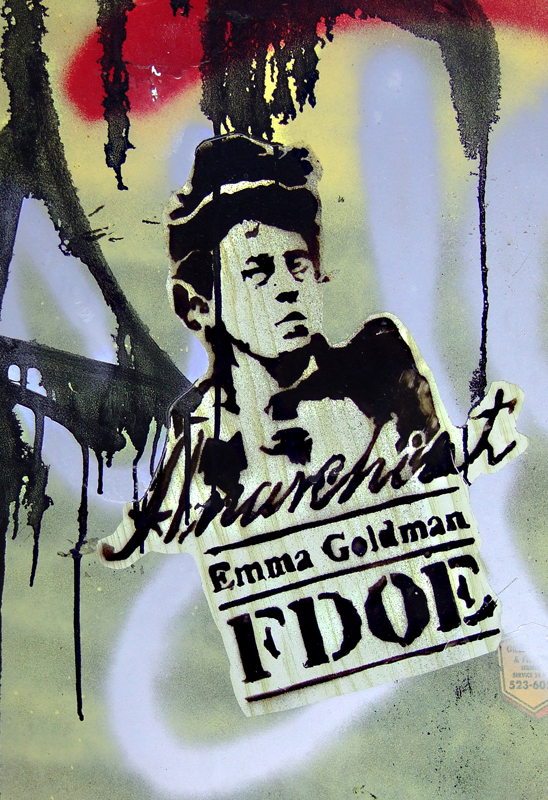
Graffiti à Montréal en 2007.

Emma Goldman milite activement en faveur de la contraception (« étape de la lutte sociale » à ses yeux), de l’amour libre, du droit à la libre maternité, de l’homosexualité ou de l’égalité économique hommes-femmes. Elle ne se définit pas explicitement comme « féministe » mais pense que seule l'anarchie peut apporter aux femmes la liberté et l’égalité.
Même si elle est hostile aux objectifs des suffragettes pour le droit de vote des femmes, Emma Goldman se bat avec passion pour les droits des femmes et pour l'égalité. Elle est considérée aujourd'hui comme une des fondatrices du féminisme libertaire (même si ce courant n'est apparu que bien après sa mort) qui remet en cause le patriarcat analysé comme une hiérarchie parallèle à celle de l'État et le système capitaliste. Elle refuse cependant l'étiquette de féministe car elle estime que le féminisme conduit à une impasse parce que ses militantes négligent ou refusent la lutte des classes ce qui les incitent à développer un lobby interclassiste pour influer sur le gouvernement plutôt qu'un mouvement révolutionnaire pour le renverser.
Infirmière de formation, elle est une des premières à défendre l'éducation des femmes en matière de contraception. Elle analyse l'avortement comme une conséquence tragique de la situation sociale et le contrôle des naissances comme une alternative positive : « Les défenseurs de l’autorité craignent l’avènement d’une maternité libre, de peur qu’elle ne leur vole leurs proies. Qui ferait les guerres ? Qui produirait la richesse ? Qui ferait le policier, le geôlier, si la femme se mettait à refuser de faire des enfants au hasard ? La race ! La race ! crie le roi, le président, le capitaliste, le prêtre. La race doit être préservée au prix de la dégradation de la femme réduite à l’état de simple machine, et l’institution du mariage est notre seule soupape de sécurité contre le pernicieux éveil sexuel de la femme. »

### Défense de l'amour libre
Emma Goldman est également partisan de l'amour libre et formule une critique radicale du mariage : « L’amour dans la liberté ! […] Celles qui […] répudient le mariage qu’elles considèrent comme une contrainte, une mascarade vide et creuse. […] pouvez-vous, vous autres socialistes, ignorer la double servitude d’une moitié de la race humaine ? Croyez-vous que la société qui exploite votre labeur ne s’intéresse pas à la façon dont on vous demande de vivre avec les femmes ? Non pas dans la liberté, mais dans l’esclavage ? Tous vos réformateurs de nos jours parlent du problème de la traite des Blanches. Mais si la traite des Blanches pose problème, pourquoi pas le mariage ? N’y a-t-il aucun rapport entre l’institution du mariage et l’institution du bordel ? » ou « Voilà bien plus d’un siècle que l’antique et biblique formule du mariage « jusqu’à ce que la mort les sépare » a été dénoncée comme une institution impliquant la souveraineté de l’homme sur la femme, soumission absolue de cette dernière à ses caprices et à ses ordres, sa dépendance complète et pour le nom et pour l’entretien. Maintes et maintes fois, on a prouvé irréfutablement que les vieilles relations matrimoniales réduisaient la femme aux fonctions de domestique de l’homme et de procréatrice de ses enfants. Et cependant nous rencontrons nombre de femmes émancipées qui préfèrent le mariage, avec toutes ses imperfections, à l’isolement d’une vie de célibat : vie restreinte et insupportable à cause des préjugés moraux et sociaux qui mutilent et lient la nature féminine. »
Elle combat également le puritanisme : « Le puritanisme, avec sa vision perverse du sens du corps humain et de ses fonctions, notamment de celui de la femme, a condamné cette dernière au célibat, à l’élevage systématique de dégénérés ou à la prostitution. Il s’agit d’un crime contre l’humanité très grave quand on voit le résultat. Les femmes non mariées sont forcées de s’abstenir de tout rapport sexuel sous peine d’être considérées comme amorales ou déchues. Elles en deviennent neurasthéniques, impuissantes, déprimées et se plaignent de troubles nerveux dont une faiblesse au travail, une faible joie de vivre, des insomnies et des préoccupations ayant trait à des désirs et à des fantasmes sexuels. Le principe arbitraire et pernicieux de la continence absolue explique aussi sûrement l’inégalité psychologique des sexes. »
Elle dénonce l'exploitation sexuelle des femmes par la prostitution, intimement liée à la morale du capitalisme : « Partout, les femmes n’ont de valeur qu'en tant qu’objets sexuels et non en tant que travailleuses. Il est donc presque normal qu’elles doivent acheter leur droit de vivre et la place quelconque qu’elles occupent contre des faveurs sexuelles. Après, entre une femme qui se vend à un seul homme, dans le mariage ou en dehors du mariage, ou à plusieurs hommes, il n'y a que peu de différence. Que nos réformateurs l’admettent ou non, l’infériorité économique et sociale de la femme est responsable de la prostitution. »

### Défense de l'homosexualité

Emma Goldman formule une critique virulente des préjugés envers les homosexuels. Sa conviction que la libération sociale doit s'étendre aux gays et aux lesbiennes est unique à l'époque, même parmi les anarchistes qu'elle n'hésite pas à affronter sur le sujet. Elle signale à propos d'une tournée de conférences menée en 1915 : « Ce furent mes propres camarades qui me censurèrent lorsque je voulus traiter de thèmes aussi « contre nature » que l'homosexualité. L'anarchisme était déjà assez mal compris et les anarchistes eux-mêmes considérés comme assez dépravés ; il était donc inopportun d'accroître ces malentendus en traitant des formes perverties d'activité sexuelle. »
En 1895, elle mène campagne pour la défense d'Oscar Wilde lors de son procès. Selon Dominique Fernandez, « aux États-Unis, le combat se trouva lié plus étroitement au mouvement féministe, grâce à une femme, Emma Goldman, à ses conférences et à ses articles, où elle proclamait sa solidarité avec Wilde et demandait justice pour tous ceux dont l'orientation sexuelle ne s'adapte pas aux normes de la société. »
Comme le précise Magnus Hirschfeld en 1923, « elle a mené campagne courageusement et fermement pour les droits individuels et particulièrement pour ceux privés de leurs droits. Ainsi, elle est la première et unique femme, la première et unique américaine, à prendre la défense de l'amour homosexuel devant le grand public. »

## La prison

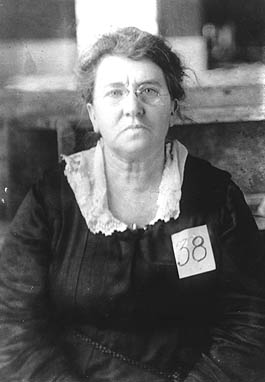
Emma Goldman vers 1919.

Emma Goldman a été incarcérée à plusieurs reprises dans sa vie. « Plus que tout autre chose, la prison fut une véritable école de vie. Une école douloureuse, mais combien précieuse ! C'est là que je découvris les profondeurs et les complexités de l'âme humaine, là que je compris le sens des mots laideur et  beauté, mesquinerie et générosité. J'y appris aussi à regarder la vie avec mes propres yeux […] La prison fut le chemin de croix destiné à mettre ma foi à l'épreuve. Elle me permit de découvrir en moi la force de me dresser seule contre ce qui vient, de vivre ma vie et de me battre pour mon idéal, contre le monde entier si nécessaire. »
Dans sa critique du système pénitentiaire, elle dénonce les conditions de détention mais aussi les causes sociales de la criminalité. Pour elle, le crime n'est souvent que le prolongement d'un système économique injuste. Dans son essai Prisons : A Social Crime and Failure, elle cite abondamment Dostoïevski et Oscar Wilde.

## Antimilitarisme

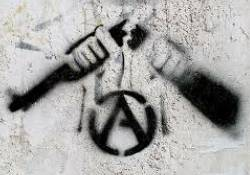
Antimilitarisme anarchiste.

Antimilitariste, Emma Goldman s'engage dans l'opposition à la Première Guerre mondiale. Elle dénonce, plus généralement, les guerres comme des oppositions entre États pour le compte des intérêts capitalistes. Elle s'oppose à la conscription obligatoire qui pour elle, est l'une des pires formes de contrainte étatique. Elle fonde la No-Conscription League, ce qui lui vaut d'être incarcérée en 1917 et déportée en Russie en 1919.
Dès 1911, elle soutenait que « Mépris, arrogance et égoïsme sont les trois éléments fondamentaux du patriotisme. Permettez-moi de vous donner un exemple. Suivant la théorie du patriotisme, notre globe serait divisé en petits territoires, chacun entouré d’une clôture métallique. Ceux qui ont la chance d’être nés sur un territoire particulier se considèrent plus vertueux, plus nobles, plus grands, plus intelligents que ceux peuplent tous les autres pays. Et c’est donc le devoir de tout habitant de ce territoire de se battre, de tuer et de mourir pour tenter d’imposer sa supériorité à tous les autres. Les occupants des autres territoires raisonnent de la même façon, bien sûr. Résultat : dès ses premières années, l’esprit de l’enfant est empoisonné par de véritables récits d’épouvante concernant les Allemands, les Français, les Italiens, les Russes, etc. Lorsque l’enfant atteint l’âge adulte, son cerveau est complètement intoxiqué : il croit avoir été choisi par le Seigneur en personne pour défendre sa patrie contre l’attaque ou l’invasion de n’importe quel étranger. C’est pourquoi tant de citoyens exigent bruyamment que l’on accroisse les forces armées, terrestres ou navales, que l’on construise davantage de bateaux de guerre et de munitions. C’est pourquoi l’Amérique a, en une très courte période, dépensé quatre cents millions de dollars. Réfléchissez à ce chiffre : on a prélevé quatre cents millions de dollars sur les richesses produites par le peuple. Car ce ne sont pas, bien sûr, les riches qui contribuent financièrement à la cause patriotique. Eux, ils ont un esprit cosmopolite et sont à l’aise dans tous les pays. Nous, en Amérique, nous connaissons parfaitement ce phénomène. Les riches Américains sont Français en France, Allemands en Allemagne et Anglais en Angleterre. Et ils gaspillent, avec une grâce toute cosmopolite, des fortunes qu’ils ont accumulées en faisant travailler des enfants américains dans leurs usines et des esclaves dans leurs champs de coton. »
Au plus fort de la guerre, en 1915, son opinion se trouve encore renforcée. « Le militarisme détruit les éléments les plus sains et les plus productifs de chaque nation. Il gaspille la plus grande part du revenu national. L’État ne dépense presque rien pour l’enseignement, l’art, la littérature et la science en comparaison avec les sommes considérables qu’il consacre à l’armement en temps de paix.  Et en temps de guerre tout le reste n’a aucune importance ; la vie stagne, tous les efforts sont bloqués ; la sueur et le sang des masses servent à nourrir le monstre insatiable du militarisme. Il devient alors de plus en plus arrogant, agressif, imbu de son importance. Pour rester en vie, le militarisme a constamment besoin d’énergie supplémentaire ; c’est pourquoi il cherchera toujours un ennemi ou, s’il en manque, il en créera un artificiellement. Dans ses objectifs et ses méthodes civilisés, il est soutenu par l’État, protégé par les lois, entretenu par les parents et les enseignants, et glorifié par l’opinion publique. En d’autres termes, la fonction du militarisme est de tuer. Il ne peut vivre que grâce au meurtre. »

## Athéisme

Image symbolisant l'athéisme au cœur des sciences.

Emma Goldman est fondamentalement athée : « J’étais de religion juive quand j’étais enfant, vous savez je suis juive, mais maintenant je suis athée. Personne n’a été capable de prouver ni les origines de la bible, ni l’existence d’un dieu selon mon opinion. Je ne crois pas dans un au-delà à l’exception de l’au-delà qui est trouvé dans la matière physique qui existe dans le corps humain. Je pense que les vies existent dans d’autres formes ; et je ne pense pas que ce qui a été créé peut être perdu ; cela continue encore et à nouveau sous une forme ou une autre. L’âme n’existe pas ; tout est dans la matière physique. »
Elle considère la religion comme un instrument de contrôle et de domination. Dans The Failure of Christianity, elle précise que la religion « ne contient rien de dangereux pour le régime de l'autorité et de la richesse ; elle prône le sacrifice de soi, l'abnégation, la pénitence et le regret, et est tout à fait inerte face à toute (in)dignité, tout outrage fait à l'Humanité » et qu'elle est « la conspiration de l'ignorance contre la raison, de l'obscurité contre la lumière, de la soumission et de l'esclavage contre l'indépendance et la liberté ; du déni de la force et de la beauté contre l'affirmation d'une vie joyeuse et glorieuse. »
Dans son essai The Philosophy of Atheism, où elle cite abondamment Bakounine, elle écrit : « L'athéisme dans sa négation des dieux est à la fois la plus forte affirmation de l'Homme et, à travers l'Homme, l'affirmation éternelle de la vie et de la beauté. »

## Opposition au communisme autoritaire

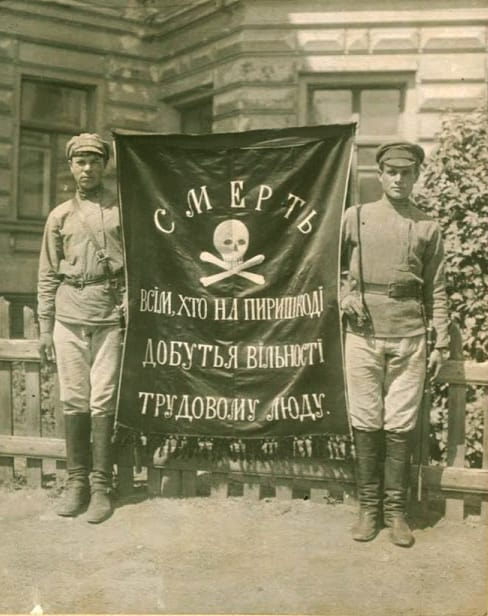
« Mort à tous ceux qui s'opposent à la liberté des travailleurs ! », le drapeau de la Makhnovchtchina en 1919.

En décembre 1919, elle est expulsée des États-Unis vers la Russie. À son arrivée en Russie, elle est prête à soutenir les bolcheviks mais doit vite se rendre à la réalité. Selon l'historien italien Enzo Traverso, dès les « années de la guerre civile, juste après la révolution [...] les anarchistes russo-américains Emma Goldman et Alexandre Berkman dénoncent la "dictature du parti" qui étouffe les soviets avec sa "brutalité organisée". ».
Dans My Disillusionment in Russia, publié en 1923 elle écrit : « Pendant les premiers mois qui ont suivi Octobre, [les bolcheviks] ont toléré l’expression des forces populaires, ils ont laissé le peuple développer la révolution au sein d’organisations aux pouvoirs sans cesse plus étendus. Mais dès que le Parti communiste s’est senti suffisamment installé au gouvernement, il a commencé à limiter l’étendue des activités du peuple. Tous les actes des bolcheviks qui ont suivi - leur politique, leurs changements de ligne, leurs compromis et leurs reculs, leurs méthodes de répression et de persécution, leur terreur et la liquidation de tous les autres groupes politiques -, tout cela ne représentait que des moyens au service d’une fin : la concentration du pouvoir de l’État entre les mains du Parti. [...] Le Parti communiste [...] incarne l’avant-garde du prolétariat, et la dictature doit rester entre ses mains. »
Et de poursuivre en élargissant sa réflexion au concept même de révolution : « Ce ne sont pas seulement le bolchevisme, le marxisme et l’étatisme qui sont fatals à la révolution [...] Elle réside dans la conception socialiste de la révolution elle-même. La conception dominante [...] est que la révolution provoque un violent changement des conditions sociales au cours duquel une classe sociale, la classe ouvrière, devient dominante et triomphe d’une autre classe, la classe capitaliste. Cette conception est centrée sur un changement purement matériel, et donc implique surtout des manœuvres politiques en coulisse et des rafistolages institutionnels. La dictature de la bourgeoisie est remplacée par la «dictature du prolétariat» - ou celle de son «avant-garde», le Parti communiste. [...] Cette conception est, par nature, fausse et vouée à l’échec. La révolution est certes un processus violent. Mais si elle n’aboutit qu’à une nouvelle dictature [...] elle n’a aucune utilité. [...] L’expérience de la révolution russe a  puissamment renforcé ma conviction que [...] la révolution sociale, est un changement fondamental des valeurs sociales et humaines. Les valeurs humaines sont encore plus importantes parce qu’elles fondent toutes les valeurs sociales. Nos institutions et nos conditions sociales reposent sur des idées profondément ancrées. Si l’on change ces conditions sans toucher aux idées et valeurs sous-jacentes,  il ne s’agira alors que d’une transformation superficielle, qui ne peut être durable ni amener une amélioration réelle. Il s’agit seulement d’un changement de forme, pas de substance, comme la Russie l’a tragiquement montré.  »

## La fin et les moyens

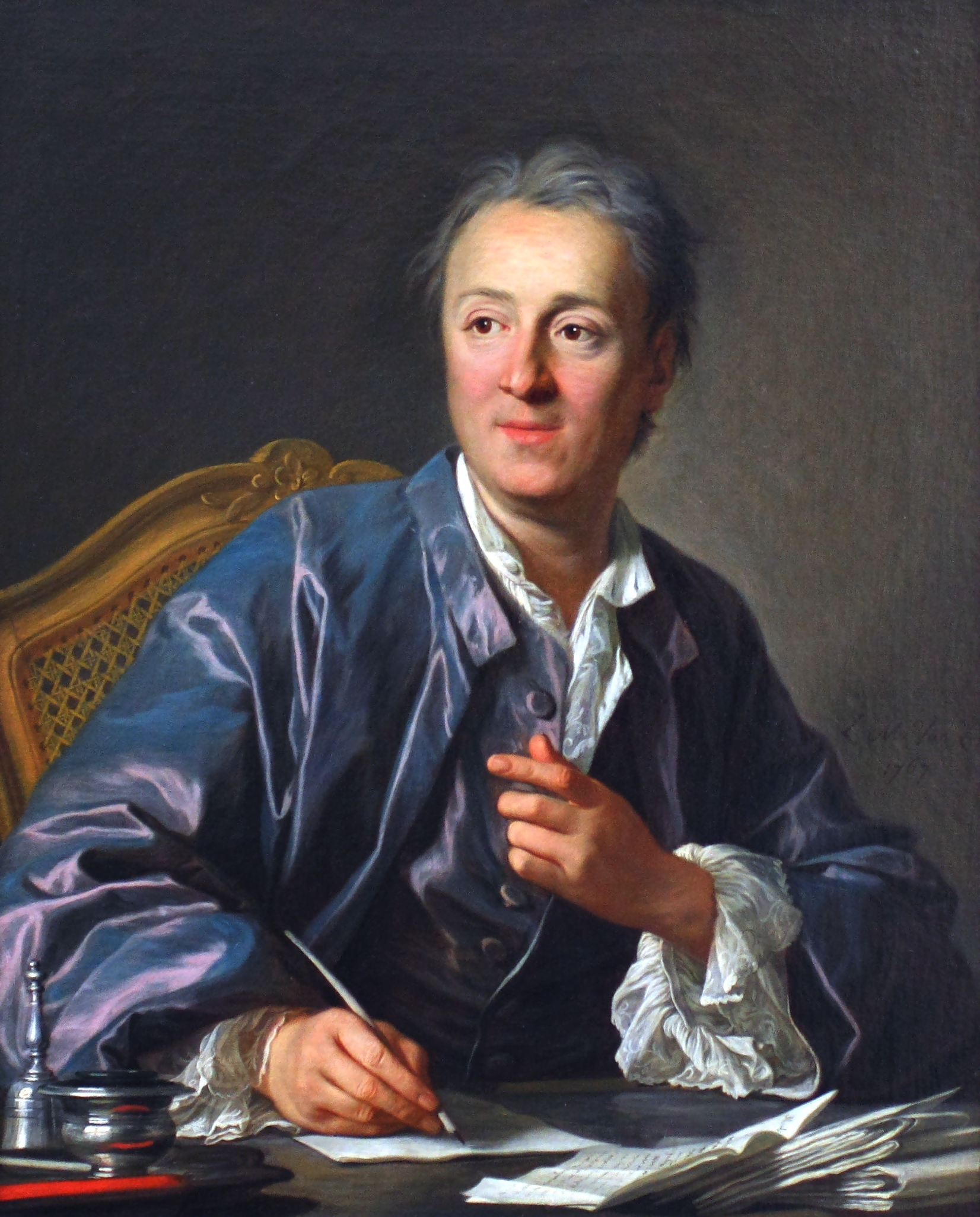
Diderot en 1767.

Dans le sillage du Diderot de La Réfutation d'Helvétius, elle réfute cette thèse en affirmant la primauté des libertés individuelles sur tout projet politique. « […] la fin justifie les moyens […] Ce précepte n’a fait qu’encourager le mensonge, la tromperie, l’hypocrisie, la trahison et le meurtre, public et secret. […] Rien n’est plus faux que de croire que les objectifs et les buts sont une chose, les méthodes et les tactiques une autre. Cette conception menace gravement la régénération sociale. Toute l’expérience de l’humanité nous enseigne que les méthodes et les moyens ne peuvent être séparés du but ultime. Les moyens employés deviennent, à travers les habitudes individuelles et les pratiques sociales, partie intégrante de l’objectif final; ils l’influencent, le modifient, puis les fins et les moyens finissent par devenir identiques. […] Sur le plan psychologique et social, les moyens influencent nécessairement les objectifs et les modifient. Toute l’histoire de l’humanité prouve que, dès que l’on se prive des méthodes inspirées par des concepts éthiques on s’enfonce dans la démoralisation la plus aiguë. […] Aucune révolution ne deviendra jamais un facteur de libération si les moyens utilisés pour l’approfondir ne sont pas en harmonie, dans leur esprit et leur tendance, avec les objectifs à accomplir. La révolution représente la négation de l’existant, une protestation violente contre l’inhumanité de l’homme envers l’homme et les milliers d’esclavages qu’elle implique. La révolution détruit les valeurs dominantes sur lesquelles a été construit un système complexe d’injustice et d’oppression, reposant sur l’ignorance et la brutalité. La révolution est le héraut de nouvelles valeurs, car elle débouche sur la transformation des relations fondamentales entre les hommes, ainsi qu’entre les hommes et la société. La révolution ne se contente pas de soigner quelques maux, de poser quelques emplâtres, de changer les formes et les institutions, de redistribuer le bien-être social. Certes, elle fait tout cela, mais elle représente plus, beaucoup plus. Elle est d’abord et avant tout le vecteur d’un changement radical, porteur de valeurs nouvelles. Elle enseigne une nouvelle éthique qui inspire l’homme en lui inculquant une nouvelle conception de la vie et des relations sociales. La révolution déclenche une régénération mentale et spirituelle. Son premier précepte éthique est l’identité entre les moyens utilisés et les objectifs recherchés. Le but ultime de tout changement social révolutionnaire est d’établir le caractère sacré de la vie humaine, la dignité de l’homme, le droit de chaque être humain à la liberté et au bien-être. Si tel n’est pas l’objectif essentiel de la révolution, alors les changements sociaux violents n’ont aucune justification. Car des bouleversements sociaux externes peuvent être, et ont été, accomplis dans le cadre du processus normal de l’évolution. La révolution, au contraire, ne signifie pas seulement un changement externe, mais un changement interne, fondamental, essentiel. Ce changement interne des conceptions et des idées, se diffuse dans des couches sociales de plus en plus larges, pour finalement culminer dans un soulèvement violent qu’on appelle une révolution. Un tel apogée peut-il inverser le changement radical de valeurs, se retourner contre lui, le trahir ? C’est ce qui s’est produit en Russie. La révolution doit accélérer et approfondir le processus dont elle est l’expression cumulative; sa principale mission est de l’inspirer, de l’emporter vers de plus grandes hauteurs, de lui donner le maximum d’espace pour sa libre expression. Ce n’est que de cette façon que la révolution est fidèle à elle-même. »

## Œuvres
- L'Épopée d'une anarchiste. New York 1886 - Moscou 1920, trad. de Living my life, 1931, Hachette, 1979.
- L'Épopée d'une anarchiste. New York 1886 - Moscou 1920, trad. de Living my life, 1931, Éditions Complexe, 2002.
- Un an au pénitencier de Blackwell's Island, 1893, texte intégral.
- L’anarchisme et la question sexuelle, 27 septembre 1896, texte intégral & texte intégral.
- Qu'est-ce que l’anarchie offre à la femme ?, 1897, texte intégral.
- Des causes et d'un remède éventuel à la jalousie, texte intégral.
- Du mariage et de l'amour, texte intégral.
- Une femme sans pays, texte intégral.
- La tragédie de l'émancipation féminine, mars 1906, texte intégral & texte intégral.
- L'émancipation féminine, 1910, texte intégral.
- Le patriotisme, une menace contre la liberté, 1911, texte intégral & texte intégral.
- Le suffrage des femmes, 1913, texte intégral.
- La préparation militaire nous conduit tout droit au massacre universel, décembre 1915, texte intégral & texte intégral.
- L'hypocrisie du puritanisme, 1917, texte intégral.
- Trafic de femmes, texte intégral.
- Les victimes de la Morale, texte intégral.
- La vérité sur les bolcheviks, 1918, texte intégral & texte intégral.
- La révolution sociale est porteuse d’un changement radical de valeurs, 1923, texte intégral & texte intégral.
- Points de vue sur le sexisme, texte intégral.
- Révolution et Valeurs, texte intégral.
- Février - Mars 1921, l'orage éclate à Petrograd, avec Alexandre Berkman, 1931, texte intégral.
- Le communisme n’existe pas en Russie, avril 1935, texte intégral & texte intégral.
- Durruti n’est pas mort !, novembre 1936, texte intégral.
- Sur la Palestine, l’antisémitisme et le sionisme, 1938, texte intégral.
- Trotsky proteste beaucoup trop, 1938, texte intégral & texte intégral.
- L'individu, la société et l'État, 1940, texte intégral & texte intégral & texte intégral.
- Vivre ma vie - Une anarchiste au temps des révolutions, trad. intégrale de Living my life, L'Échappée, 2014, présentation éditeur.

## Audiovisuel
- Mel Bucklin, Emma Goldman - An exceedingly dangerous woman, Nebraska ETV Network, WGHB Educational Foundation an Nebraskans for Public Television, Inc, 2004, voir en ligne.